# Dingo Fence

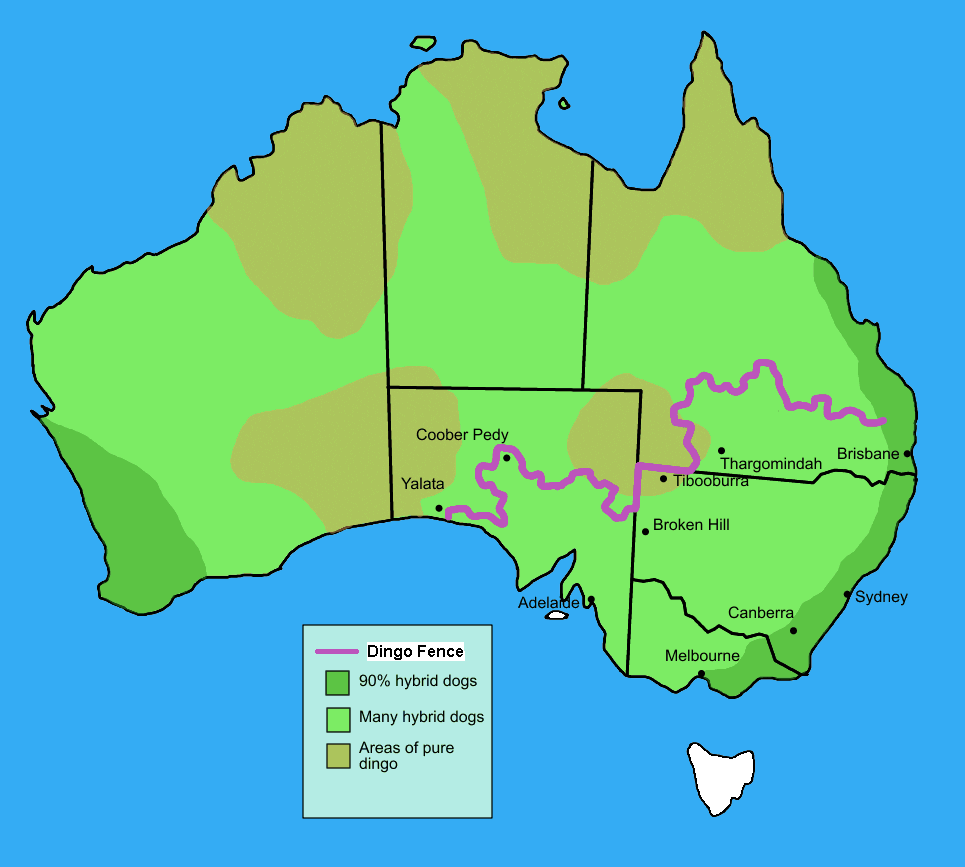
Mapa hybrydyzacji dingo oraz przebieg Dingo Fence (fioletowy)

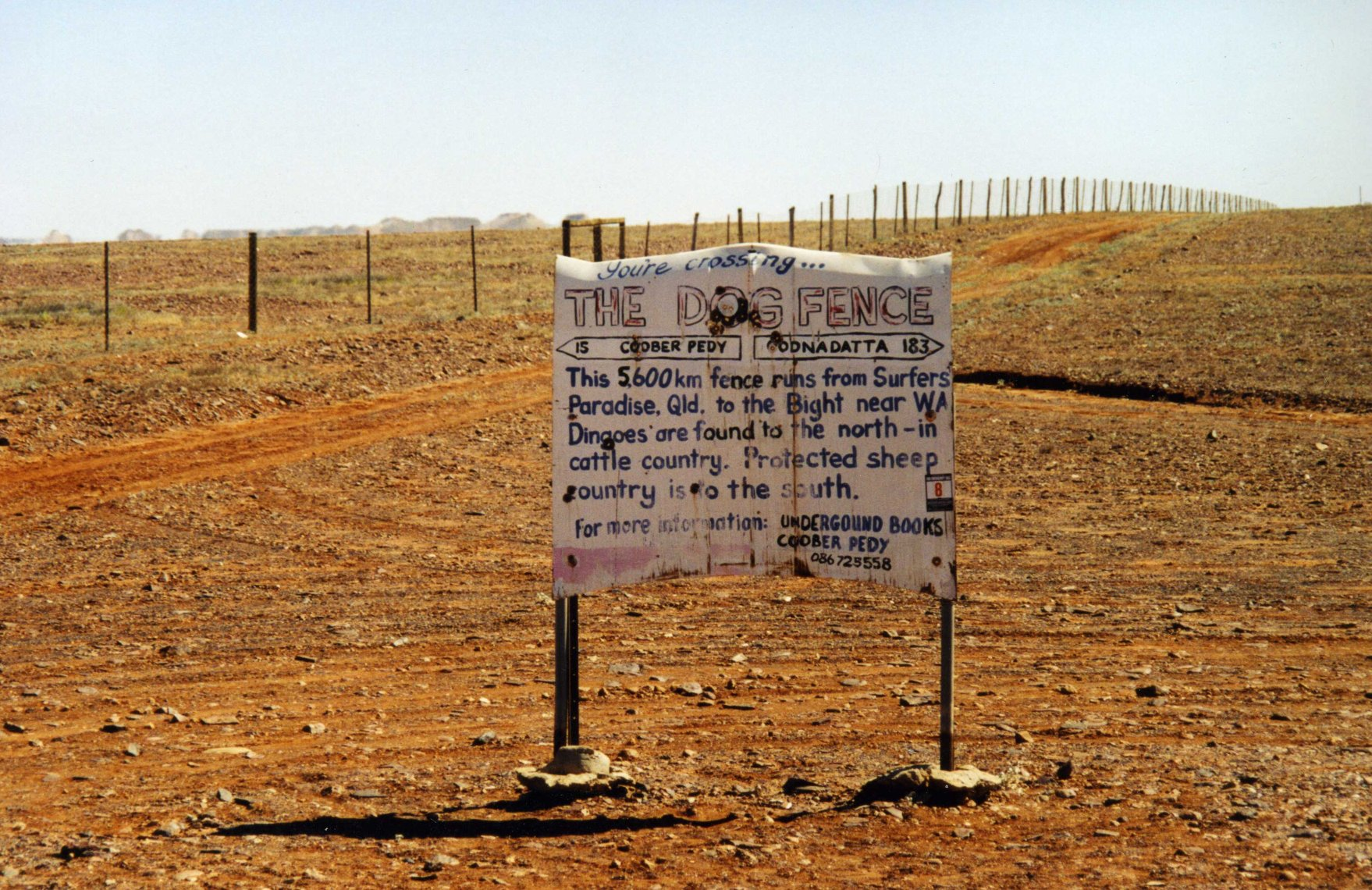
Fragment dingo fence w pobliżu Coober Pedy

Dingo Fence lub Dog Fence – najdłuższe na świecie ogrodzenie, ciągnące się od Jimbour na Darling Downs w pobliżu Dalby na północnym wschodzie poprzez tysiące kilometrów na zachód i południe aż do Półwyspu Eyrego przy klifach Nullarbor nad Wielką Zatoką Australijską w pobliżu Nundroo, zbudowane w Australii w latach 1880−1885 w celu ochrony przed psem dingo stosunkowo żyznych południowo-wschodnich terenów kontynentu, służących do wypasu owiec. Jest jedną z najdłuższych budowli na świecie oraz najdłuższym na świecie płotem. Jego długość wynosi 5614 km, ma 180 cm wysokości, jest wkopany na głębokość 30 cm, a teren na szerokości 5 m od niego został wyczyszczony.
Po wewnętrznej stronie płotu (a także w strefie przejściowej wzdłuż płotu) psy są zabijane.
Zamierzenie okazało się tylko częściowo skuteczne. Do dziś można znaleźć odosobnione populacje dingo w niektórych południowych rejonach. W 1990 znaleziono dziury w ogrodzeniu, przez które zwłaszcza młode drapieżniki mogły przenikać na chroniony teren. Brak drapieżników przyczynił się do wzrostu populacji królików i kangurów stanowiących konkurencję pokarmową  dla owiec.